# Hulpdienst

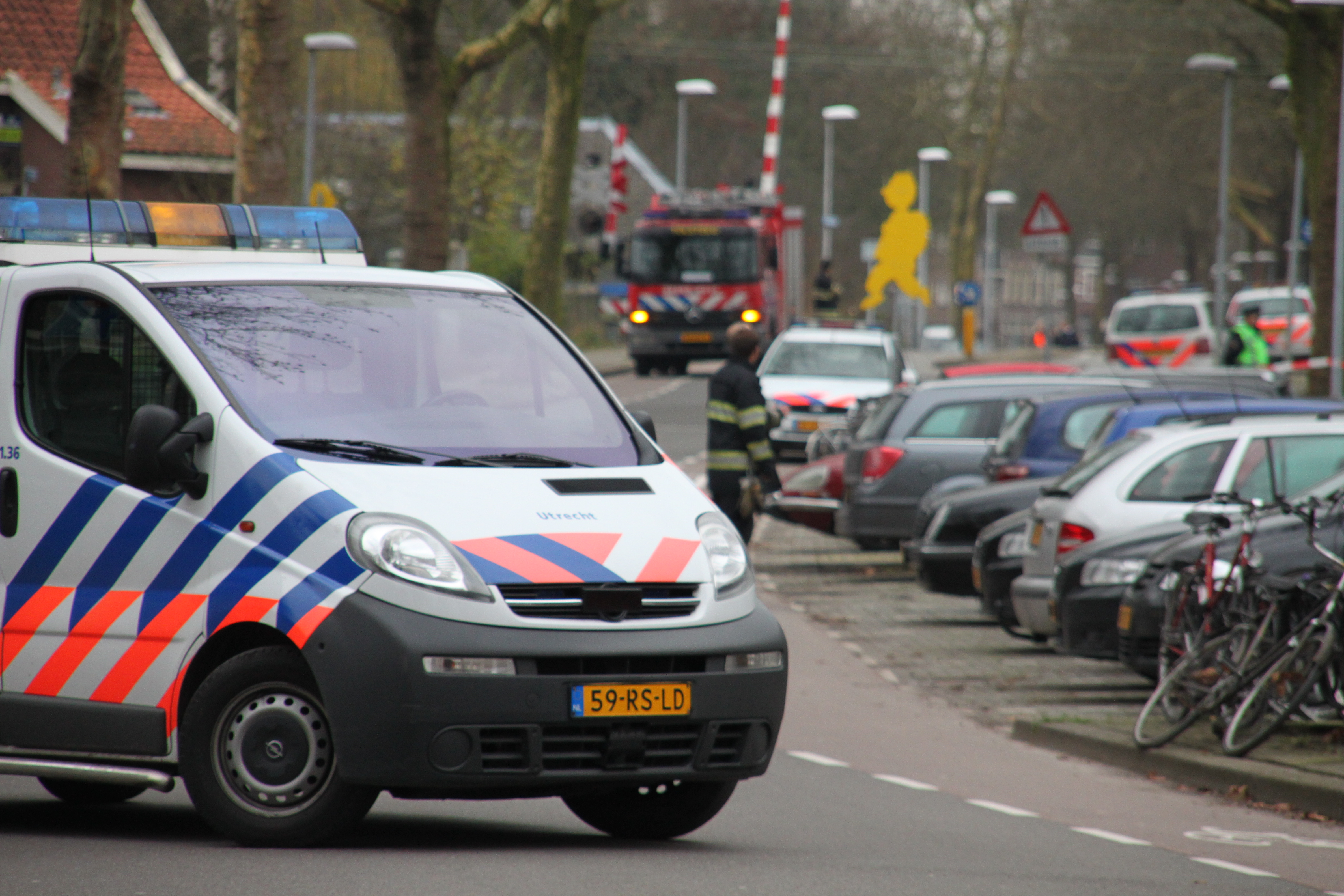
Politie, Brandweer en Ambulance zijn hulpdiensten.

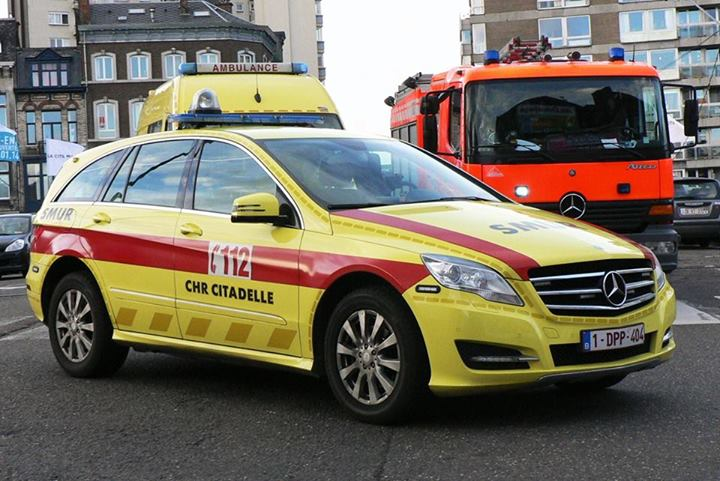
Hulpdiensten in België.

Een hulpdienst is een instantie, al dan niet van de overheid, met een hulpverlenende taak bij ongevallen en rampen. Bedoeld worden de politie, de brandweer, de ambulancediensten en reddingsbrigades. Bij een melding van een incident rukken zij indien nodig met de grootst mogelijke snelheid uit. De hulpverleningsvoertuigen voeren sirenes en zwaailichten op het dak. Tijdens het gebruik van de zogenaamde optische en geluidssignalen is een voertuig een voorrangsvoertuig. Het overige verkeer moet aan een voorrangsvoertuig voorrang geven en doorgang verlenen. Desnoods moet zo snel mogelijk de weg worden vrijgemaakt. Als dat nodig is voor de uitoefening van hun taak, mogen bestuurders van voorrangsvoertuigen afwijken van de verkeersregels.

## Alarmnummer
In de Europese Unie is een universeel alarmnummer ingesteld om hulpdiensten te bereiken: 112. Dit nummer is de centrale poort naar deze instanties, maar ook lokale afdelingen nemen meldingen aan. Voor minder urgente zaken, waarbij politie gewenst is, is er meestal een ander nummer; in Nederland is dit 0900-8844. De komst van de mobiele telefoon heeft de reactiesnelheid aanzienlijk verbeterd. In de programmatuur van de meeste telefoons is ingebouwd dat alarmnummers onder alle omstandigheden gebeld kunnen worden, bijvoorbeeld als het beltegoed op is of als de telefoon vergrendeld is. Andere Europese landen gebruiken buiten 112 soms ook nog landeigen alarmnummers. In België bijvoorbeeld worden buiten 112 ook nog de nummers 101 voor dringende politiehulp en 100 voor dringende brandweer- of medische hulp gebruikt. In België werkt het nummer 112 parallel met het nummer 100; ze verbinden de beller beiden met dezelfde noodcentrale.
Het alarmnummer wordt ook automatisch verwittigd van een botsing door het eCall-systeem dat in voertuigen is ingebouwd.

## Aanrijtijden
De tijd die nodig is om een hulpverlener ter plaatse te krijgen wordt gezien als een indicatie van het veiligheidsniveau van een samenleving. De zogenaamde aanrijtijd wordt gemeten vanaf het moment dat het alarmnummer gebeld wordt.

## Soorten hulpdiensten

### Ambulance
In Nederland geldt de norm (geen wet) dat een ambulance in 95% van de spoedeisende gevallen binnen 15 minuten ter plaatse moet zijn. In België moet 90% binnen tien minuten ter plaatse zijn.
De Nederlandse overheid wil hogere eisen stellen aan de aanrijtijden en een tijd van 8 minuten instellen.

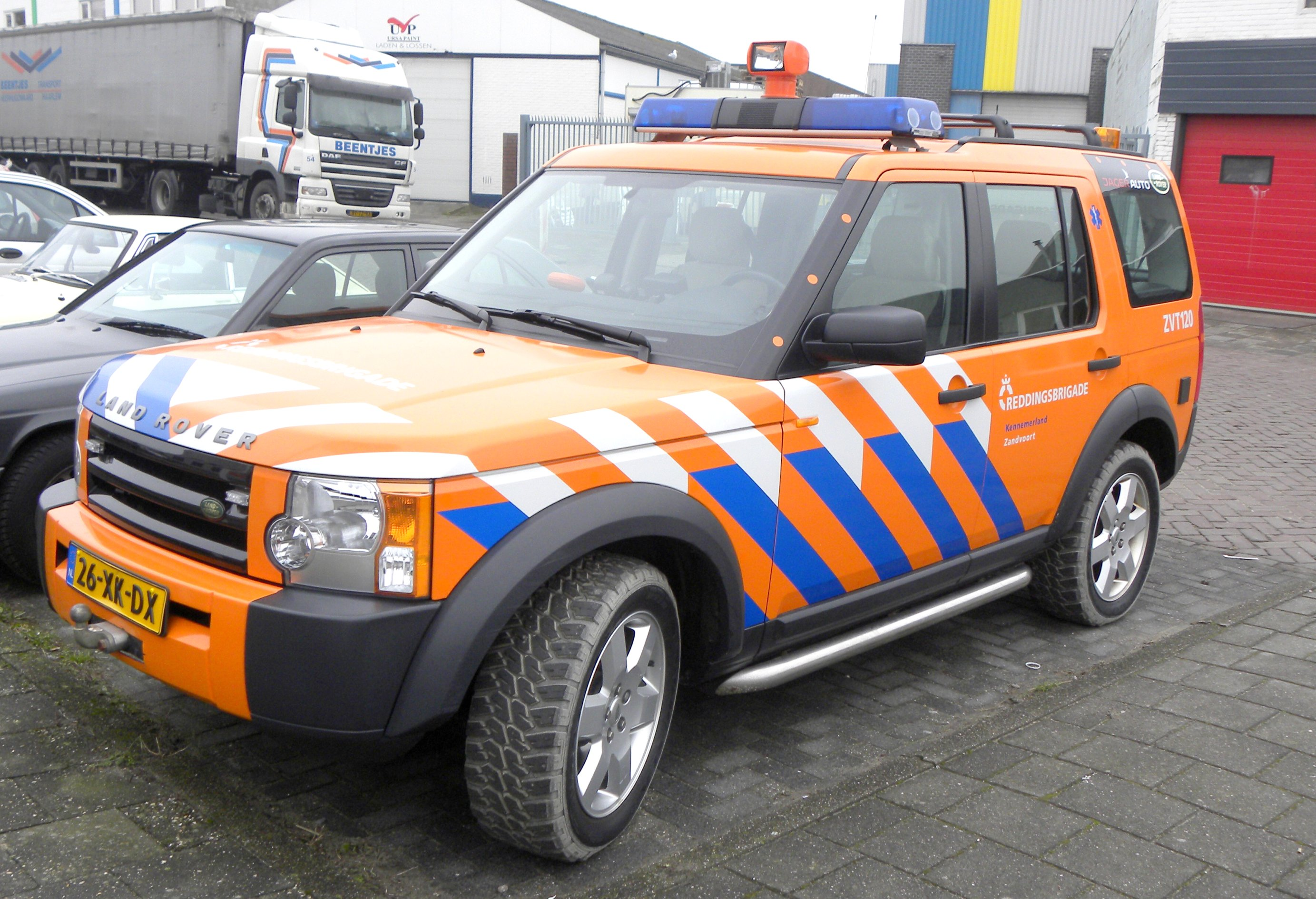
Voertuig met striping en OGS van een Reddingsbrigade.

| Jaar | Aantal ritten | Aantal te laat | Percentage op tijd |
| ---- | ------------- | -------------- | ------------------ |
| 2001 | 341.000       | 27.800         | 91,8%              |

### Brandweer
Ook voor de brandweer gelden normen voor aanrijtijden, deze normen variëren per gemeente op grond van de gevaarstelling en het aantal inwoners van een verzorgingsgebied. Door verschillende oorzaken loopt de aanrijtijd op. In 2006 werd in 70% van de gevallen de streeftijd van acht minuten overschreden, minister van Binnenlandse Zaken Guusje ter Horst kondigde daarom aan dat ze de norm van acht minuten in de wet wil vastleggen.

### Politie
De politie is een van de hulpdiensten in Nederland.
In Europees Nederland is er een nationaal politiekorps dat bestaat uit een Landelijke Eenheid, tien Regionale Eenheden en twee ondersteunende diensten in de vorm van een Politiedienstencentrum en de Staf Korpsleiding. In Caribisch Nederland is er het Korps Politie Caribisch Nederland.
De politie staat tijdens het handhaven van de openbare orde en veiligheid onder het gezag van de burgemeester of gezaghebber. Wanneer de politie strafbare feiten opspoort en onderzoekt staat de politie onder het gezag van de officier van justitie of de gezamenlijke procureur-generaal van Curaçao, Sint Maarten en Caribisch Nederland.
De Koninklijke Marechaussee, ressorterend onder het Ministerie van Defensie kan vanwege haar publiekelijke politietaken ook als politiekorps worden beschouwd.

### Reddingsbrigade
Reddingsbrigades in Nederland zijn sinds november 2007 een officiële hulpdienst. Dit betekent dat het gebruik van optische- en geluidssignalen is toegestaan. Veel reddingsbrigades zijn actief in strandbewaking, maar ook in de search and rescue. Verder is zijn er in Nederland 90 rampeneenheden verdeeld onder reddingsbrigades, deze worden ingezet bij bijvoorbeeld overstromingen.